# Нікольський (Подпорозький район)
Никольський (рос. Никольский) — міське селище у Подпорозькому районі Ленінградської області Російської Федерації.
Населення становить 2735 осіб. Належить до муніципального утворення Никольське міське поселення.

## Історія
Згідно із законом від 1 вересня 2004 року № 51-оз належить до муніципального утворення Никольське міське поселення.

## Населення
| 1959  | 1970  | 1979  | 1989  | 1997  | 2002  | 2006  |
| ----- | ----- | ----- | ----- | ----- | ----- | ----- |
| 2345  | ↘1719 | ↗1751 | ↗2953 | ↗3100 | ↘2931 | ↘2800 |
| 2009  | 2010  | 2012  | 2013  | 2014  | 2015  | 2016  |
| ↗2824 | ↗2989 | ↘2969 | ↘2956 | ↘2894 | ↘2839 | ↘2816 |
| 2017  | 2018  | 2019  | 2020  |       |       |       |
| ↘2812 | ↘2783 | ↘2778 | ↘2735 |       |       |       |